# Baccalaureus japonicus
Baccalaureus japonicus is een kreeftachtigensoort uit de familie van de Lauridae. De wetenschappelijke naam van de soort is voor het eerst geldig gepubliceerd in 1929 door Broch.